# St. Peter und Paul (Heudorf)

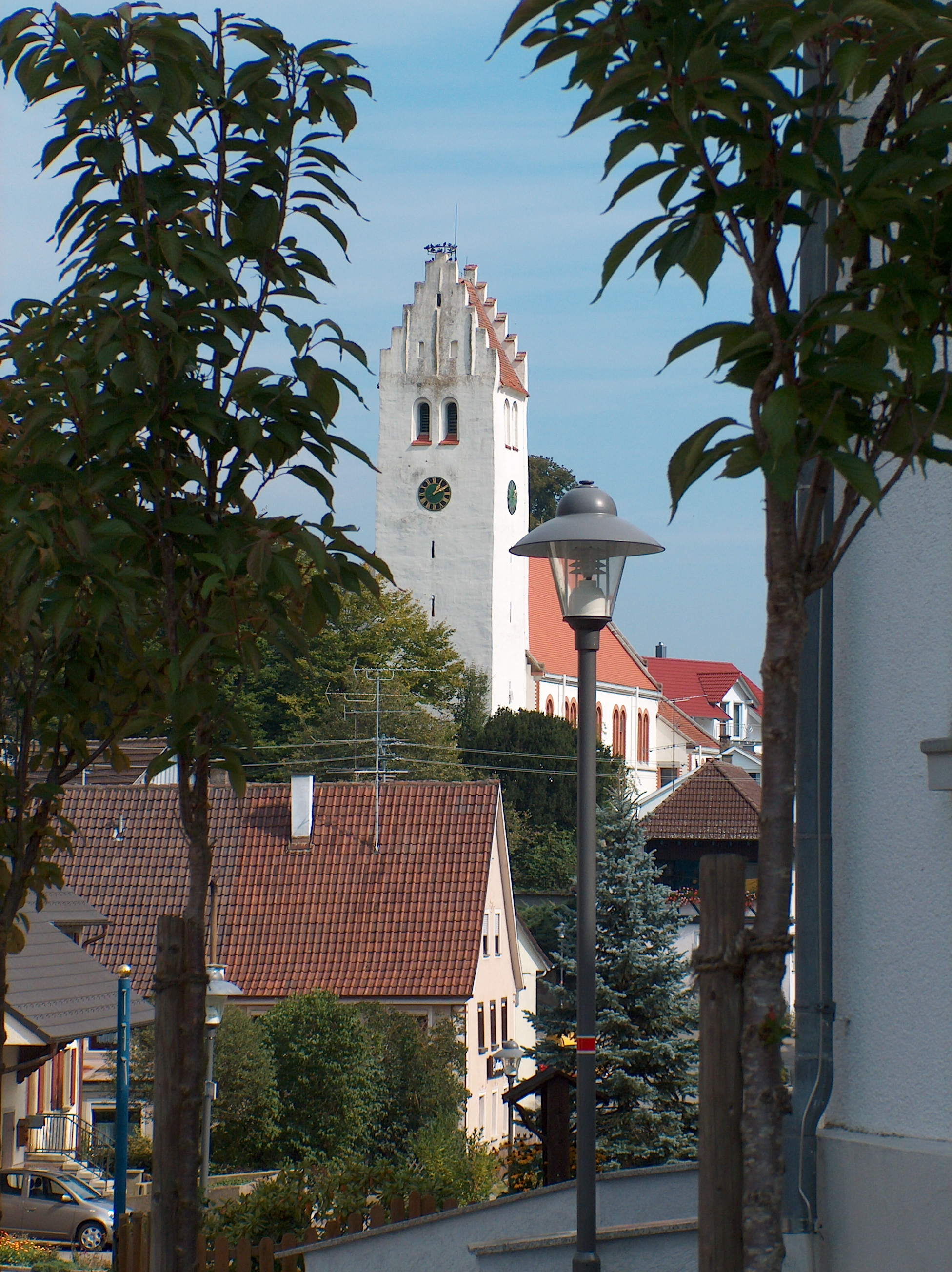
St. Peter und Paul in Heudorf

Die römisch-katholische Pfarrkirche St. Peter und Paul steht in Heudorf, einem Gemeindeteil der Stadt Scheer im Landkreis Sigmaringen in Baden-Württemberg. Die Kirchengemeinde gehört zur Diözese Rottenburg-Stuttgart. Das Bauwerk ist beim Landesamt für Denkmalpflege Baden-Württemberg als Baudenkmal eingetragen.

## Beschreibung
Die Saalkirche wurde 1901 nach einem Entwurf von Joseph Cades gebaut. Sie besteht aus einem Langhaus, einem eingezogenen Chor im Osten mit Fünfachtelschluss, an dessen Südwand die Sakristei angebaut ist, und einem Kirchturm im Westen, dessen untere Geschosse vom mittelalterlichen Vorgängerbau stammen, und der aus der Achse des Langhauses nach Süden verschoben ist. Das Geschoss darunter beherbergt die Turmuhr. Der Kirchturm ist bedeckt mit einem Satteldach zwischen Staffelgiebeln. Die Fresken an der Wand des Chors hat 1906 Karl Caspar gestaltet. Die Orgel wurde 1902 von den Gebr. Späth Orgelbau errichtet.